# Allgemeines Krankenhaus von Duala

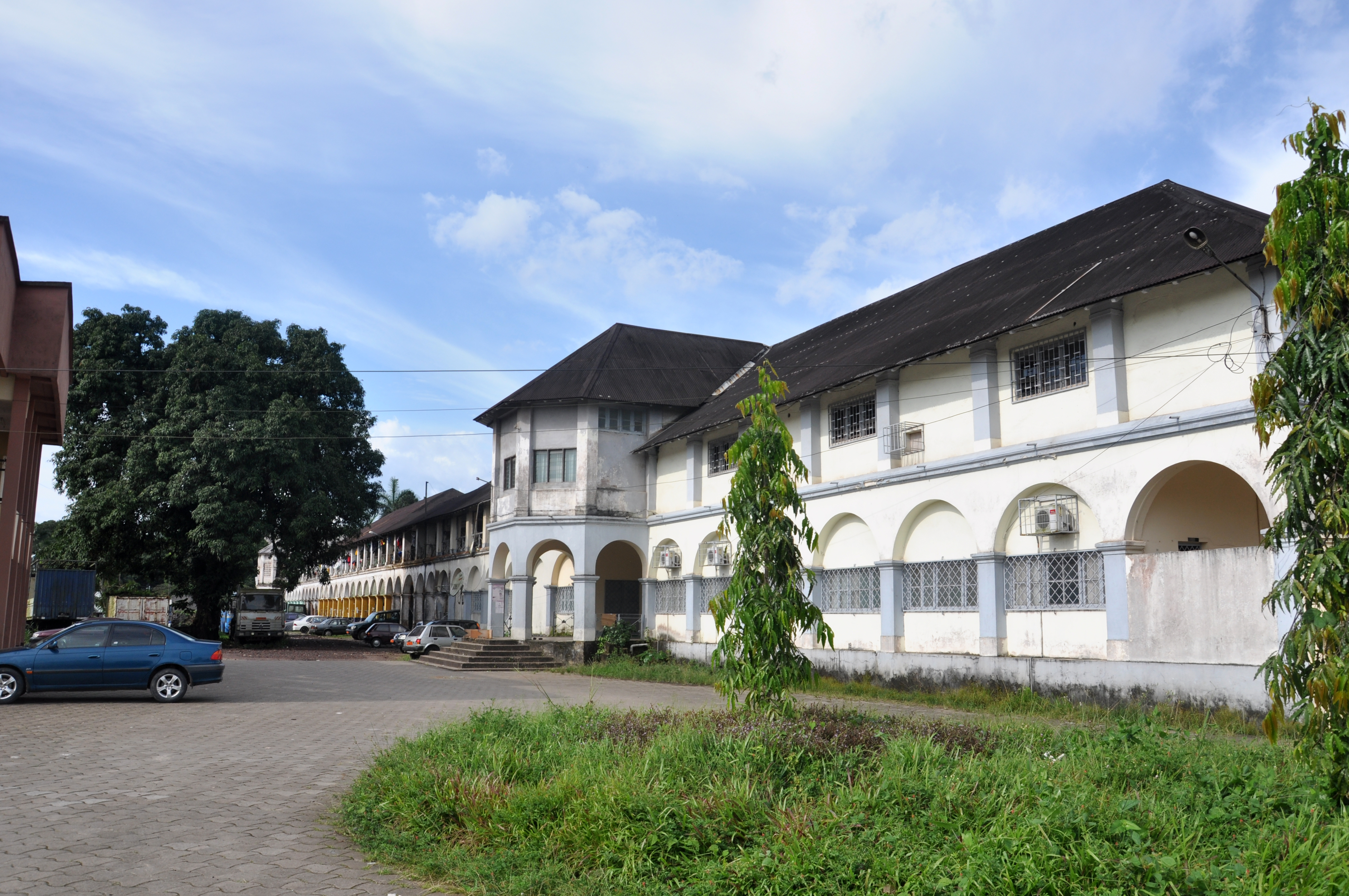
Das Allgemeine Krankenhaus in Duala heute

Das Allgemeine Krankenhaus von Duala oder auch Nachtigal-Krankenhaus von Duala ist ein während der deutschen Kolonialzeit errichtetes und noch heute existierendes Gebäude der kamerunischen Hafenstadt Duala.
Das Gebäude wurde vom deutschen Architekten Henri Drees entworfen und ab 1896 auf Initiative des Arztes Albert Plehn gebaut und fertiggestellt. Es wurde zunächst nach dem deutschen Afrikaforscher in Duala, Gustav Nachtigal benannt.

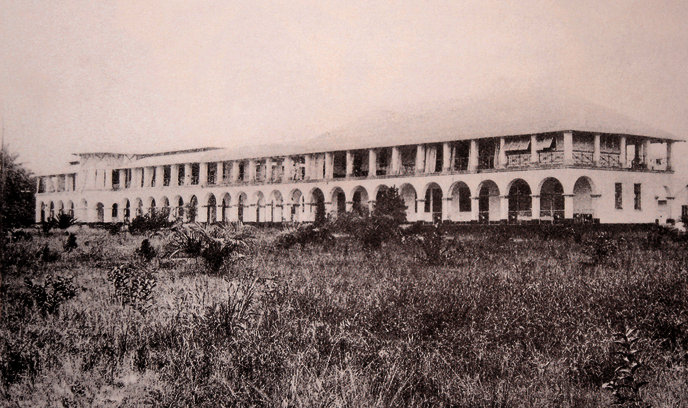
Das Nachtigal-Krankenhaus in Duala früher

Auch der französische Schriftsteller Louis-Ferdinand Céline verweilte 1916 im Allgemeinen Krankenhaus von Duala, das noch weiterhin deutschsprachig war, und verarbeitete seinen kurzen Aufenthalt im Dualaner Krankenhaus in einem Ausschnitt seines Buches Reise ans Ende der Nacht.
Heute beherbergt das Allgemeine Krankenhaus das Polizeidepartement und die Delegation für Kultur der Küstenregion (Litoral). Das Polizeidepartement befand sich früher in der Polizeistation Duala.